# Tuffi ai campionati europei di nuoto 2016 - Trampolino 1 metro femminile
La competizione di tuffi dal trampolino 1 metro femminile dei Campionati europei di nuoto 2016 si è svolta l'11 maggio 2016. Al mattino è stato disputato il turno eliminatorio a cui hanno partecipato 24 atlete, mentre in serata ha avuto luogo la finale tra le migliori 12 tuffatrici.

## Medaglie
| Posizione | Atleta          | Paese  |
| --------- | --------------- | ------ |
| Oro       | Tania Cagnotto  | Italia |
| Argento   | Elena Bertocchi | Italia |
| Bronzo    | Nadežda Bažina  | Russia |

## Risultati
In verde sono indicate le atlete qualificate alla finale.
| Pos. | Atlete             | Nazionalità   | Eliminatorie | Eliminatorie | Finale | Finale |
| Pos. | Atlete             | Nazionalità   | Punti        | Pos.         | Punti  | Pos.   |
| ---- | ------------------ | ------------- | ------------ | ------------ | ------ | ------ |
|      | Tania Cagnotto     | Italia        | 283.55       | 1            | 284.15 | 1      |
|      | Elena Bertocchi    | Italia        | 259.40       | 3            | 281.30 | 2      |
|      | Nadežda Bažina     | Russia        | 272.70       | 2            | 280.75 | 3      |
| 4    | Kristina Ilinykh   | Russia        | 248.50       | 9            | 276.10 | 4      |
| 5    | Uschi Freitag      | Paesi Bassi   | 254.10       | 5            | 265.35 | 5      |
| 6    | Louisa Stawczynski | Germania      | 245.15       | 11           | 263.90 | 6      |
| 7    | Grace Reid         | Gran Bretagna | 249.25       | 8            | 262.25 | 7      |
| 8    | Olena Fedorova     | Ucraina       | 258.75       | 4            | 246.40 | 8      |
| 9    | Hanna Pysmenska    | Ucraina       | 247.60       | 10           | 245.15 | 9      |
| 10   | Kaja Skrzek        | Polonia       | 244.80       | 12           | 241.45 | 10     |
| 11   | Daniella Nero      | Svezia        | 249.35       | 7            | 224.85 | 11     |
| 12   | Katherine Torrance | Gran Bretagna | 250.95       | 6            | 216.20 | 12     |
| 13   | Inge Jansen        | Paesi Bassi   | 237.95       | 13           |        |        |
| 14   | Jessica Favre      | Svizzera      | 232.80       | 14           |        |        |
| 15   | Marcela Marić      | Croazia       | 225.50       | 15           |        |        |
| 16   | Iira Laatunen      | Finlandia     | 223.15       | 16           |        |        |
| 17   | Frida Kallgren     | Svezia        | 215.80       | 17           |        |        |
| 18   | Alena Khamulkina   | Bielorussia   | 214.65       | 18           |        |        |
| 19   | Clara Della Vedova | Francia       | 211.95       | 19           |        |        |
| 20   | Vivian Barth       | Svizzera      | 209.25       | 20           |        |        |
| 21   | Taina Karvonen     | Finlandia     | 207.60       | 21           |        |        |
| 22   | Rocío Velázquez    | Spagna        | 202.05       | 22           |        |        |
| 23   | Maja Borić         | Croazia       | 185.80       | 23           |        |        |
| 24   | Indrė Girdauskaitė | Lituania      | 179.25       | 24           |        |        |